# 壹錘定音
《壹錘定音》（英語：Hammer Out）是香港蘋果日報的的一個網上直播節目，於2014年6月4日開播，由著名傳媒人李慧玲主持。節目的口號是「打破語言偽術 為香港人發聲」。現時節目在逢星期五晚上六時直播，並設有烽煙環節。當有重大新聞事件亦會設額外時間直播節目。除了常規直播外，李慧玲拍攝數分鐘短片評論時事熱話，並在節目Facebook專頁上載。
節目除了主打政治分析外，亦會有一些休閒新聞報道。此外，亦會邀請一些不同政見的人士上節目辯論，例如2015年3月16日曾邀請本土派的黃台仰與反對「反水貨客」運動的慢必辯論，李慧玲則負責主持大局。
隨著李慧玲2015年12月31日於其專欄表示最後一天在《蘋果》工作，節目亦於當日播出最後一集。並感謝黎智英先生在過去一年半提供一個平台讓她繼續發聲。並且表示期望有一個空檔，先休息一下，總結經驗，然後尋求下一個可能性。

## 播出時間
- 2014年6月4日至8月1日：逢星期一至五08:00至10:00。
  - 2014年6月22日（星期日）：因直撃622公投票站最新情況，當日加開號外版，在10:00至12:00播出。
  - 2014年7月1日（星期二）：當日改為在10:00至12:00播出7.1特別版。
  - 2014年7月7日至11日：鄭經翰擔任嘉賓主持，節目以《壹錘爆杯》名義播出。
- 2014年8月4日至8月8日：加開晚間版，逢星期一至五12:00至13:00及19:00至20:00播出。
- 2014年8月11日至12月19日：逢星期一至五10:00至12:00。
  - 2014年8月31日（星期日）：人大常委會決議通過「8.31框架」，當日在17:00至19:00加開佔中版並以《壹錘佔中》名義播出，由李慧玲及李柱銘主持。
- 2014年12月19日：當日節目完結後，李慧玲在facebook表示雨傘運動告一段落，認為正是時候稍稍停下來，總結前瞻，為未來作更好的準備，並表示節目會暫停兩星期，於2015年1月5日復播。然而一停便是七星期，直至2015年2月6日才復播。
- 2015年2月6日至9月4日：逢星期五18:00至19:00（公眾假期及7月24日至8月14日暫停播出）。
  - 2015年4月1日（星期三）：盛傳亞視不獲續牌[[[Wikipedia:格式手册/链接#章節|錨點失效]]]，當日在18:00至19:00播出特備節目，並邀請亞視執行董事葉家寶擔任嘉賓。
  - 2015年4月22日（星期三）：政改方案公佈，當日在18:00至19:00播出政改特備節目，並邀請公民黨湯家驊擔任嘉賓。
  - 2015年6月15日至18日：政改表決在即，期間在18:00至19:00播出政改特備節目。
  - 2015年7月20日：李慧玲在facebook表示當日起會休假四周。隨後於8月21日復播。
- 2015年9月8日至12月31日：逢星期一至五18:00至19:00，不時會有嘉賓訪問。
  - 2015年10月16日：當日改為在17:15至18:20播出，訪問翁靜晶。